# Rutger Beke
Rutger Beke (Halle, 8 augustus 1977) is een Belgisch voormalig triatleet. Hij schreef enkele Ironmans op zijn naam.

## Levensloop
Beke groeide op in Leefdaal en bracht enkele jaren van zijn jeugd door in Californië, alwaar zijn vader werkzaam was. Op 17-jarige leeftijd begon hij met triatlon om uiteindelijk op 25-jarige leeftijd te zijn doorgestoten naar de top van de lange afstand. Hij won de zilveren medaille op het WK 2003 in Ibiza. Een jaar eerder moest hij op het WK in Nice nog genoegen nemen met het brons. In 2003 won hij tevens zilver op de Ironman van Hawaï.
Beke werd bekend door zijn vermeend dopinggebruik. In 2004, na de Zwintriatlon, werd hij A- en B-positief bevonden op het gebruik van het verboden middel epo. Hij kreeg een schorsing van 18 maanden. Een jaar later stelde hematoloog Marc Boogaerts (verbonden aan de Katholieke Universiteit Leuven), die door de Disciplinaire Raad van de Vlaamse Gemeenschap was aangesteld, dat niet onomstotelijk kon aangetoond worden dan Beke doping had gebruikt. De disciplinaire raad besloot dan ook Beke vrij te spreken van dopinggebruik. Ook werd aangehaald dat hij - aldus een onderzoek van de professoren Mathieu Bollen,  Monique Beullens en ingenieur Bart Landuyt van de Faculteit Geneeskunde van de KU Leuven - eiwitten zou produceren na een zware inspanning die geïdentificeerd kunnen worden als epo.
In 2007 werd hij met zijn overwinning bij de Ironman Arizona de vijfde Belg die een Ironman-triatlon won, na Luc Van Lierde, Dirk van Gossum, Marino Vanhoenacker en Gerrit Schellens. In 2008 werd hij derde bij de Ironman Hawaï en een jaar later won hij de Ironman Mexico. Ook won hij acht nationale titels.
Beke is woonachtig te Leuven. Hij is begonnen aan de studie Lichamelijke opvoeding en sinds 2003 professioneel triatleet. Van januari tot mei 2011 maakte hij deel uit van het Uplace Pro Triathlon Team. In 2007 gaf hij het boek Ik niet uit. Op dinsdag 31 mei 2011 kondigde Rutger Beke het einde van zijn carrière aan. Deze beslissing kwam na enkele tegenvallende seizoenen en hij was het gevoel verloren om nog iets te kunnen bereiken. Beke is in september 2011 opnieuw begonnen met studeren, Toegepaste Economische Wetenschappen aan de KU Leuven. Hij is werkzaam bij Decathlon.

## Palmares

### Belgische titels
- Belgisch kampioen kwarttriatlon - 2000, 2001[16], 2003, 2004
- Belgisch kampioen halve triatlon - 2002[17]
- Belgisch kampioen lange afstand - 2002, 2003
- Belgisch jeugdkampioen Kwart - 1996, 1997

### Medailles en ereplaatsen
- 2002:  WK lange afstand in Nice - 6:22.52
- 2002:  Ironman Florida - 8:35.06
- 2003:  Ironman 70.3 California - 4:00.05
- 2003:  WK lange afstand op Ibiza - 5:38.27
- 2003:  Ironman Hawaï - 8:28.27
- 2004:  Ironman 70.3 California - 4:07.22
- 2004:  Wildflower Long Course - 4:06.09
- 2004: 5e Ironman Hawaï - 8:54.26
- 2005:  1/2 Ironman Monaco
- 2005: 4e Ironman Hawaï - 8:22.30
- 2006:  USA Lake Placid - 8:46.44
- 2006: 4e Ironman Hawaï - 8:21.04
- 2007:  Ironman Arizona - 8:21.14
- 2007: 767e Ironman Hawaï - 11:13.58
- 2008: DNF Ironman Arizona
- 2008: 5e Ironman France - 8:55.11
- 2008:  Ironman Hawaï - 8:21.23
- 2009: 15e Ironman 70.3 California - 4:08.19
- 2009:  Ironman Mexico - 8:18.40